# Niuafoʻou

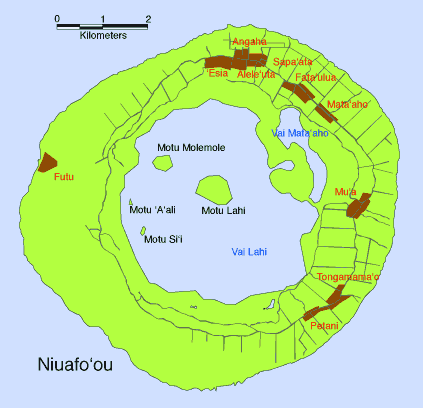
Bản đồ của đảo Niuafo'ou

Niuafoʻou (nghĩa là nhiều trái dừa mới) là đảo cực Bắc của Tonga. Nó ở phía Nam biển Thái Bình Dương giữa Fiji và Samoa, cách 574 km (357 mi) từ nhóm đảo Tongatapu và 337 km (209 mi) Đông Bắc Vavaʻu. Nó là một đảo núi lửa với diện tích 15 km2 (5,8 dặm vuông Anh) và có 431 người sinh sống ở đó (tính đến năm 2021). Nó là một núi lửa đang hoạt động và đã phun lửa thường xuyên kể từ năm 1814, với vụ phun lửa cuối cùng vào năm 1985.

## Sinh thái
Đảo này có loài Megapodius pritchardii.